# Victor Feldman
Victor Stanley Feldman (Londen, 7 april 1934 - Los Angeles, 12 mei 1987) was een Britse jazzmuzikant (vibrafoon, piano, drums). Hij begon professioneel op te treden tijdens zijn jeugd en kreeg uiteindelijk als volwassene bekendheid in het Britse jazzcircuit. Feldman emigreerde halverwege de jaren 1950 naar de Verenigde Staten, waar hij bleef werken in de jazz en ook als sessiemuzikant met een verscheidenheid aan pop- en rockartiesten.

## Carrière
Feldman werd geboren in Edgware op 7 april 1934. Hij veroorzaakte een sensatie als muzikaal wonderkind toen hij op zevenjarige leeftijd werd ontdekt. Zijn familie was helemaal muzikaal en zijn vader richtte in 1942 de Feldman Swing Club in Londen op om zijn getalenteerde zonen te laten zien. Feldman trad al op jonge leeftijd op: van 1941 tot 1947 speelde hij drums in een trio met zijn broers, op negenjarige leeftijd nam hij piano op en op veertienjarige leeftijd begon hij vibrafoon te spelen. Hij speelde in de films King Arthur Was a Gentleman (1942) en Theatre Royal (1943). In 1944 was hij te zien tijdens een concert met de AAAF band van Glenn Miller, als Kid Krupa (in verwijzing naar drummer Gene Krupa). Hij had ook een prominente rol in de musical Piccadilly Hayride (1946-1948). Tijdens de jaren 1950 nam hij talrijke albums op als vibrafonist voor Esquire Records en Tempo Records

### Beroepsleven en carrière
Zijn drumleraar Carlo Krahmer moedigde Feldman aan om de vibrafoon te spelen, wat hij eerst deed in het Ralph Sharon Sextet en later in de Roy Fox-band. Feldman speelde met Vic Lewis en Ted Heath. Feldman speelde met Sharon van eind 1949 tot 1951, ook voor optredens in Zwitserland. Er waren nog meer overzeese reizen met Ronnie Scott (naar Parijs in 1952) en Harry Parry (naar India). Hij speelde ook met Parry in het Verenigd Koninkrijk van oktober 1953 tot januari 1954. Vanaf 1954, toen hij opnam met Jimmy Deuchar en opnieuw speelde met Scott, werkte hij voornamelijk als pianist en vibrafonist. Zijn vroege vibrafoonspel vertoonde de invloed van Milt Jackson. Hij was een opmerkelijke percussionist, maar het was als pianist en vibrafonist dat hij vooral bekend werd.
Voordat hij het Verenigd Koninkrijk verliet om in de Verenigde Staten te gaan werken, nam Feldman van 1954 tot 1955 op met Ronnie Scotts orkest en kwintet, waar ook andere belangrijke Britse jazzmuzikanten als Phil Seamen en Hank Shaw aan deelnamen. Het was Scott die Feldman aanraadde om naar de Verenigde Staten te emigreren, wat hij deed in 1955. Daar aangekomen was zijn eerste vaste werk bij de Woody Herman Herd. In de daaropvolgende jaren reisde hij regelmatig terug naar het Verenigd Koninkrijk. Zijn bezoek van 8 weken in 1956-1957 omvatte studio-opnamesessies en cluboptredens. Na Herman trad hij korte tijd in dienst bij Buddy DeFranco. In 1958 had hij zijn eigen werkband aan de westkust, met de innovatieve bassist Scott LaFaro. Zijn album The Arrival of Victor Feldman uit 1958 bevat LaFaro en Stan Levey op drums. Hij nam op met vele jazzartiesten, waaronder Benny Goodman, George Shearing, Cannonball Adderley en Miles Davis, met name op Davis' album Seven Steps to Heaven uit 1963, waarvan de titelmelodie zijn eigen compositie was. Davis nodigde Feldman uit om zich fulltime bij zijn band aan te sluiten, maar Feldman weigerde en gaf de voorkeur aan de stabiliteit van studiowerk boven de carrière van een rondreizende muzikant. De 5-delige cd-set Black Hawk van Shelly Manne, oorspronkelijk uitgebracht op lp in september 1959, is een goede weergave van Feldmans onmiskenbare stuwende 'comping' achter de solisten, en helpt de sessie te definiëren als een waardevol hardbop-genre-element.
In 1957 vestigde Feldman zich permanent in Los Angeles en specialiseerde zich daarna in lucratief sessiewerk voor de Amerikaanse film- en platenindustrie. Hij ging ook werken met een verscheidenheid aan muzikanten buiten de jazz en nam op met artiesten als Frank Zappa in 1967, Steely Dan en Joni Mitchell in de jaren 1970 en Tom Waits en Joe Walsh in de jaren 1980. Het is het percussiewerk van Feldman op het nummer Do It Again van Steely Dan dat het nummer zijn Latijnse groove geeft. Feldman komt voor op alle zeven albums van Steely Dan, uitgebracht in de jaren 1970 en 1980 in de eerste incarnatie van de band.
Feldmans vibrafoonsolo's komen uitgebreid aan bod op de Grammy Award-winnende The Music of Peter Gunn.

## Overlijden
Feldman overleed in 1987 aan een hartaanval in zijn huis in Los Angeles op 53-jarige leeftijd, na een astma-aanval. In 2009 werd hij ingewijd in de Musicians Hall of Fame and Museum in Nashville.

## Discografie
- 1955: Suite Sixteen met John Burden, Lennie Bush, Tony Crombie, Jimmy Deuchar, Tubby Hayes, Derek Humble, Harry Klein, Eric Peter, Tommy Pollard, Jimmy Powell, Dizzy Reece, Ronnie Scott, Phil Seamen, Norman Stenfalt, Ken Wray
- 1956: Victor Feldman in London met Pete Blannin, Dizzy Reece, Phil Seamen, Terry Shannon
- 1957: With Mallets a Fore Thought
- 1957: On Vibes met Harold Land, Stan Levey, Carl Perkins, Frank Rosolino, Leroy Vinnegar
- 1958: The Arrival of Victor Feldman met Scott LaFaro, Stan Levey
- 1958: The Music of Victor Feldman, Soloalbum
- 1959: Latinsville met Walter Benton, Willie Bobo, Conte Candoli, Vince Guaraldi, Scott LaFaro, Stan Levey, Armando Peraza, Frank Rosolino, Mongo Santamaría
- 1960: Merry Olde Soul met Louis Hayes, Hank Jones, Sam Jones, Andy Simpkins
- 1960: Vibes to the Power of Three met Larry Bunker, Terry Gibbs
- 1962: A Taste of Honey
- 1963: Stop the World, I Want to Get Off met Larance Marable, Bobby Whitlock
- 1963: Soviet Jazz Themes, Soloalbum
- 1964: It's a Wonderful World, Soloalbum
- 1964: Love Me with All Your Heart, Soloalbum
- 1967: Venezuelan Joropo, Soloalbum
- 1970: Smooth, Soloalbum
- 1973: Your Smile met Larance Marable, Bobby Whitlock
- 1977: Aja, met Steely Dan
- 1977: The Artful Dodger met Colin Bailey, Monty Budwig, Chuck Domanico, Jack Sheldon
- 1977: Rio Nights met Chuck Domanico, Trevor Feldman, Eddie Karam, Hubert Laws, Harvey Mason sr., John Patitucci, Fred Tackett
- 1977: In My Pocket, Soloalbum
- 1978: Together Again met Monty Budwig, Shelly Manne
- 1981: Soft Shoulder, met de Generations Band
- 1983: To Chopin with Lovemet dem Victor Feldman Trio
- 1984: Call of the Wild met der Generation Band
- 1984: Fiesta met Kevin Bassinson, Vinnie Colaiuta, Joseph Conlan, Chick Corea, Nathan East, Manny Fernandez, Michael Fisher, Chuck Mangione, Dianne Reeves, Lee Ritenour
- 1985: High Visibility met Max Bennett, Joseph Conlan, Abe Laboriel, Dean Parks, Tom Scott
- 1985: Secrets of the Andes, Soloalbum
- 1987: The Young Vic, Soloalbum

- Biblioteca Nacional de España: XX1615865
- Bibliothèque nationale de France: cb13893844c (data)
- CiNii: DA0983399X
- Gemeinsame Normdatei: 134371453
- International Standard Name Identifier: 0000 0000 8411 9578
- Library of Congress Control Number: n85129541
- MusicBrainz: c648f7ba-cee7-4f04-aaec-03299409682c
- Nationale Bibliotheek van Tsjechië: xx0075462
- Nationale bibliotheek van Australië: 35992805
- Nationale Bibliotheek van Israël: 987007318465005171
- Nederlandse Thesaurus van Auteursnamen: 07496402X
- Istituto Centrale per il Catalogo Unico: LO1V366944
- SNAC: w6mh0h51
- Système universitaire de documentation: 156627000
- Trove: 1176680
- Virtual International Authority File: 114910787
- WorldCat: E39PBJjxprCKr7MV4QjCmmxkXd